# Вибухи в Донецьку
Вибухи в Донецьку почалися 24 лютого 2022 року, в тимчасово окупованому Росією Донецьку під час російського вторгнення в Україну.

## Перебіг подій

### 2022

#### Лютий
24 лютого росіяни самостійно обстріляли місто ракетою «Точка-У».

#### Березень
14 березня Росія атакувала центр Донецька. Жертвами обстрілу стали до 23 вбитих і 28 поранених. За даними незалежних дослідників обстріл здійснили російські війська з використанням ракети «Точка-У» з касетним зарядом.

#### Червень
4 червня о 21 годині пролунали вибухи. Внаслідок цього загорілися будівлі і автомобілі у дворах.
13 червня на Майському ринку в центральній частині міста, почалася пожежа. Проросійське Донецьке інформаційне агентство заявило, що по місту були запущені артилерійські боєприпаси "калібру 155 мм стандарту НАТО". За даними сепаратистських ЗМІ, п'ятьох мирних жителів було вбито, в тому числі дитину, і щонайменше 22 отримали поранення.

#### Липень
14 липня пролунали вибухи в районі ТЦ "Green Plaza".

#### Серпень
10 серпня пролунали вибухи. Було відомо, що влучили в пивзавод, де був склад БК. Внаслідок цього стався витік аміаку.
16 серпня пролунали вибухи поблизу травматологічної лікарні у Київському районі. Стовп диму було видно майже з усіх районів Донецька.
22 серпня вночі було знову чутно вибухи. Була детонація великого складу боєприпасів.
23 серпня пролунали вибухи. Снаряд влучив в багатоквартирний дім. Також було чутно вибухи в районі ТЦ "Green Plaza" і приліт по будівлі так званої "адміністрації" Пушиліна. 
24 серпня було відомо про обстріл міста. Снаряди влучили в обласну лікарню імені Калініна. Найбільш постраждав морг клініки. В інших корпусах, за словами очевидців, були пошкоджені шибки.
25 серпня атаковано ракетою М31 військову інфраструктуру.

#### Вересень
17 вересня росіяни обстріляли площу Леніна. Відомо про 4 жертв. Також потрапили під обстріл 2 будівлі технікуму моди та дизайну, 2 багатоквартирні будинки і 1 адміністративна будівля.
19 вересня росіяни обстріляли площу Бакинських Комісарів. Відомо про 13 жертв.
22 вересня Росія обстріляла критий ринок. Щонамейше 5 жертв.

#### Жовтень
16 жовтня пролунали вибухи. В будівлі так званої "адміністрації" було вибито шибки.

#### Листопад
7 листопада вночі після вибуху сталася пожежа у будівлі управління залізниці.  
17 листопада увечері було знову чутно вибухи, подібні до детонації боєприпасів. 
27 листопада пролунали вибухи. Артилерійські снаряди, які були випущені Росією вибухнули біля стадіону Донбас Арена. 
28 листопада спалахнула нафтобаза. 

#### Грудень
1 грудня було відомо про вибухи в будівлі так званої "поліції". Всі автомобілі загорілися. Загинув 1 рятувальник і 2 поранені. 
5 грудня було чутно потужні вибухи. Здійнявся дим, а вибуховою хвилею навіть повилітали вікна. Прильот було зафіксовано біля бізнес-центру "Сонячний". 
6 грудня Росія обстріляла Донецьк з метою звинуватити ЗСУ. Відомо було про 7 жертв. Обстріл вівся з Макіївки. 
9 грудня пролунали вибухи в Ворошиловському районі. Було відомо, що снаряди влучили в будівлю університетського басейну, в районі Студмістечка у будівлю економічного факультету, у готель "Дружба", у парк кованих фігур. 

### 2023

#### Січень
8 січня пронулали вибухи. Приліт у металопрокатний завод було зафіксовано. 

#### Березень
На початку вересня російські окупанти визнали смерть 27 березня в Донецьку 12 військовослужбовців ЗС РФ зі штабу так званих внутрішніх військ "ДНР". Того дня ці вороги були ліквідовані після точного удару HIMARS по будівлі, де базувалися. Будівля їхнього штабу була розташована на вул. Східна, 6А. Саме туди прилетів снаряд від HIMARS, проте окупанти спочатку заявили, що потрапляння було по житлових будинках, загиблих немає, а лише кілька поранених. І лише за півроку вони підтвердили смерть товаришів, розмістивши в "пам'ять" про них фото та видавши коротку біографію.

#### Квітень
28 квітня росіяни обстріляли центр міста біля колишнього універсаму Україна. Згорів вщент автобус БАЗ-А079. 7 людей загинуло.

### 2024

#### Січень
21 січня росіяни обстріляли ринок у мікрорайоні Текстильник. Як повідомив призначений Росією "мер" Донецька Олексій Кулемзін, внаслідок обстрілу загинули 18 мешканців міста, ще 13 отримали поранення. Ватажок самопроголошеної "Донецької народної республіки" Денис Пушилін навів дані про 25 загиблих та не менше 20 поранених.